# Juan Moriz de Salazar
Juan Moriz de Salazar (Valladolid - † 1 de gener de 1628, Osca) fou un inquisidor i bisbe de Barbastre i Osca.

## Biografia
Fou cabildo de la catedral de Salamanca i exercí el càrrec d'inquisidor de Saragossa presentat per Felip III per al Bisbat de Barbastre. Prengué possessió el 22 de desembre del 1604 i fou consagrat el 9 de gener del 1605 a la Seu de Saragossa. Celebrà sínode aquell mateix any. A l'església-catedral de Barbastre hi edificà una capella dedicada a l'apòstol Santiago i la decorà amb passatges de la Sagrada Escriptura relatius a la vida de l'apòstol.
El 1624 intervingué en el Concili Provincial de Saragossa proposant que fos prohibida la pràctica de banyar les relíquies dels sants quan se sol·licitava el benefici de la pluja, prohibició que ja havia decretat per a la seva diòcesi. En no obtenir el beneplàcit d'aquest concili, es dirigí a la Sagrada Congregació de Ritus, la qual decretà que no era lícita tal pràctica.
Després de regir la diòcesi durant gairebé dotze anys fou promogut per a la seu episcopal d'Osca, de la qual prengué possessió el 28 de novembre del 1616.
A Osca autoritzà la fundació dels Agustins Recolets, dels Carmelites Descalços, dels Carmelites de l'Antiga Observança del convent de Sant Miquel i del Cister al col·legi de Sant Bernard. Ordenà construir l'actual capella del Sant Crist dels Miracles a la catedral. Celebrà el 1617 un sínode diocesà a Osca, insistint en l'esperit del Concili de Trent i donant normes detallades per a la bona administració i govern de la diòcesi. Assistí a un altre concili provincial a Saragossa. Defensà els drets de la mitra oscense sobre la parròquia de Santa Engràcia de Saragossa.